# 花輪晴彦
花輪 晴彦（はなわ はるひこ、1954年5月7日 - ）は、日本の元男子バレーボール選手。元全日本男子代表。

## 来歴
山梨県出身。山梨県立韮崎工業高校を経て、中央大学に進学。
1975年、全日本男女学生代表として、中国への遠征試合に派遣され、北京・南京・天津を転戦。
1977年、大学卒業後、日本鋼管（現・JFEエンジニアリング）に入社。
1987年、現役を引退。
現役時代は、「今牛若丸」と愛称された。

## 球歴
- 全日本代表としての主な国際大会出場歴
  - 世界選手権 - 1978年、1982年
  - ワールドカップ - 1977年、1981年

## 受賞歴
- 1977年 - 第3回ワールドカップ サーブ賞
- 1978年 - 第11回日本リーグ 新人賞、ベスト6
- 1981年 - 第4回ワールドカップ ベストサーバー
- 1982年 - 第31回全日本都市対抗バレーボール選手権大会 黒鷲賞（最高殊勲選手）
- 1983年 - 第16回日本リーグ サーブ賞

## 所属チーム
- 山梨県立韮崎工業高校
- 中央大学
- 日本鋼管